# Mickey gaucho
Série Mickey Mouse
Plane Crazy
(1928) Steamboat Willie
(1928)
Pour plus de détails, voir Fiche technique et Distribution.
Mickey gaucho (The Gallopin' Gaucho) est un court-métrage d'animation muet américain des studios Disney avec Mickey Mouse sorti en 1928. Second film de la série Mickey Mouse, même si Steamboat Willie sorti quelques mois plus tard marque la naissance officielle du personnage, il est sonorisé, comme Plane Crazy qui le précède, à la suite du succès de Steamboat Willie.
Ce film est une parodie du film Le Gaucho avec Douglas Fairbanks sorti le 21 novembre 1927.

## Synopsis
Mickey est un gaucho chevauchant un nandou dans la pampa argentine. Il fait un arrêt à la Cantina Argentina, un lieu servant à la fois de bar et de restaurant. Mickey souhaite boire un coup et fumer le cigare.
Le hors-la-loi recherché Pegleg Pete est présent dans l'établissement et profite de la bière amenée par la serveuse Doña Minnie, danseuse de tango à ses heures perdues. Sa prestation attise les convoitises de l'assistance qui se lance dans des affrontements pour la belle. Pete kidnappe Minnie et tente de s'enfuir à cheval. Mickey le poursuit alors sur son nandou et se lance dans un duel à l'épée. Mickey gagne le duel et s'enfuit avec Minnie sur le nandou.

## Fiche technique
- Titre original : The Gallopin' Gaucho
- Titre français : Mickey gaucho
- Série : Mickey Mouse

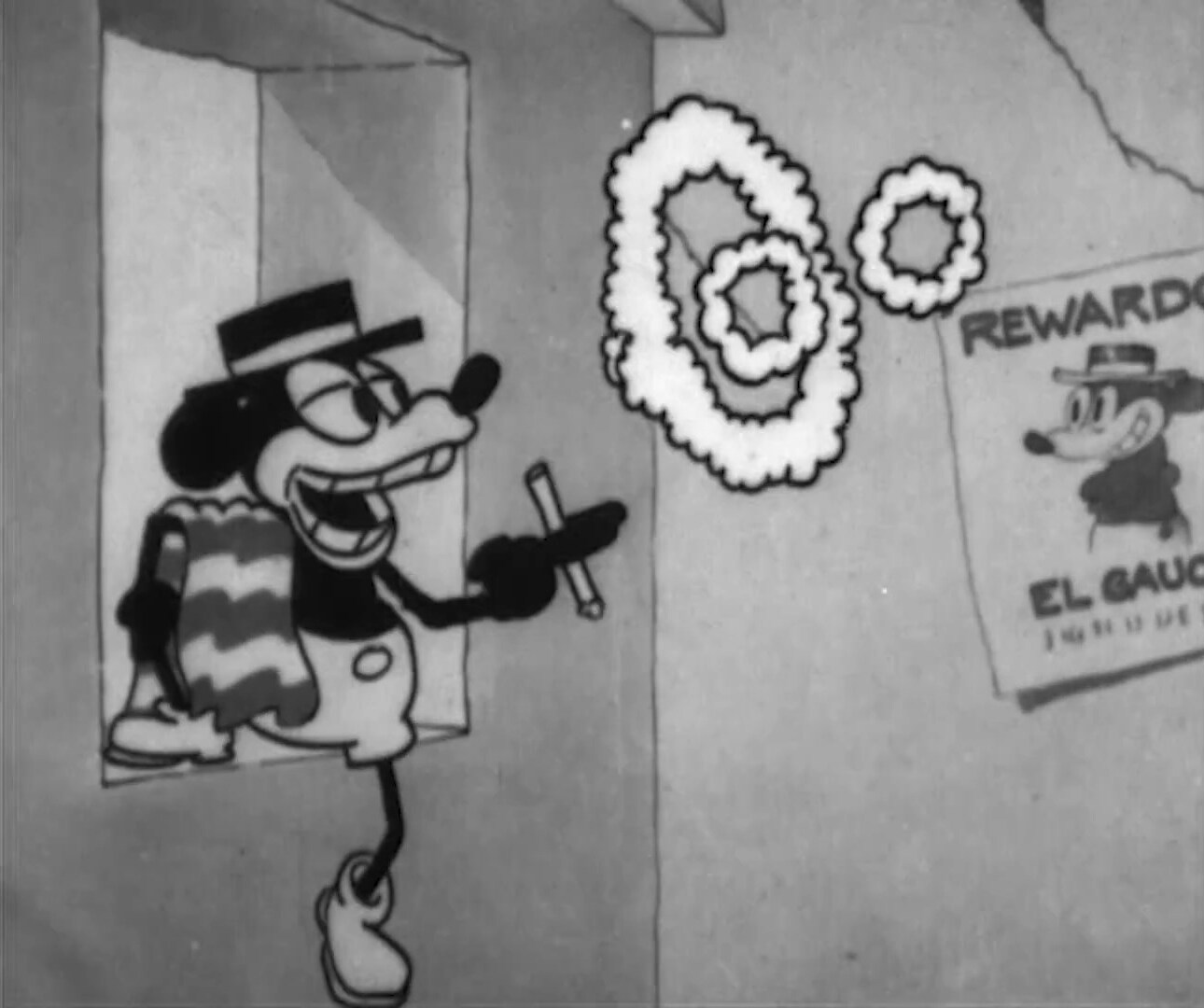
Mickey Mouse « El Gaucho » est recherché.

- Réalisation :  Walt Disney, Ub Iwerks
- Scénario : Ub Iwerks
- Animation : Ub Iwerks, Les Clark, Johnny Cannon, Wilfred Jackson
- Musique : Carl W. Stalling
- Production : Walt Disney, John Sutherland
- Société de  production : Disney Brothers Studios
- Société de distribution : Celebrity Production (version sonore)
- Pays : États-Unis
- Langue : Anglais
- Format : noir et blanc (Technicolor) - 35 mm - 1,37:1 - Muet puis son mono (RCA Sound System)
- Durée : 6 minutes
- Dates de  sortie :
  - version muette : États-Unis : 28 août 1928 (avant-première à Los Angeles)
  - version sonore : États-Unis : 30 décembre 1928 (au Mark Strand Theater de New York)

Sources : Russel Merritt et J. B. Kaufman, IMDb

## Voix originales
- Walt Disney : Mickey
- Marcellite Garner : Minnie

## Analyse

Produit de juin à août 1928, Mickey gaucho est l'un des cinq premiers courts métrages de Mickey Mouse presque totalement animés par Ub Iwerks. Sorti en version muette, il est sonorisé en novembre 1928 à la suite du triomphe de Steamboat Willie, premier film parlant de la série.
Il marque la première rencontre de Pat Hibulaire et Mickey. Le personnage de Pat Hibulaire (Pegleg Pete ou Black Pete) est apparu pour la première fois en 1925 dans la série Alice Comedies, dans laquelle il jouait déjà un rôle de méchant récurrent.
Dans des interviews ultérieures, Iwerks décrira le personnage de Mickey dans The Gallopin' Gaucho comme celui d'un aventurier inspiré de Douglas Fairbanks. Toutefois on peut remarquer que les principaux éléments du film sont déjà présents dans Alice's Spanish Guitar (1926), dans lequel Pat kidnappait Alice dans un bar hispanique et Julius partait à son secours.
On peut noter qu'une aventure ultérieure de Mickey reprend sensiblement le même scénario, Qui s'y frotte s'y pique (The Cactus Kid, 1930) et que Dingo a aussi eu un rôle semblable dans El Gaucho Goofy (1943).